# Вулиця Ковельська (Львів)
Вулиця Ковельська — вулиця у Личаківському районі міста Львова, в місцевостях Знесіння та Збоїща. Сполучає вулиці Ратича та Грядкову, а також Творчу та Земельну, утворюючи перехрестя з вулицями Новознесенською, Пластовою та Кукурудзяною. Прилучаються вулиці Петрусенко, Белзька, Крайня, Тарнавка, Трависта, Гнатевича, Миргородська, Врізана, Черкаська, Горіхова, Васильченка, Милятинська, Щоголева, Бодянського.

## Історія
У 1870 році було збудовано залізницю Львів — Красне — Броди, після чого почало інтенсивно забудовуватися Нове Знесіння, яке складалося з колишніх присілків «На Тарнавці», «На Помірках» та «На Болотах». Вулиця Ковельська постала на місці присілку «На Тарнавці», яка інтенсивно почала забудовуватися ще у першій половині XX століття. Тут збереглося чимало цікавих садибних будиночків, які будувалися ще за цісаря Франца Йосифа. На нинішній вулиці Ковельській привертають увагу дві наріжні кам'яниці № 7 та № 9, збудовані на початку XX століття, будинок під № 19 зі «швейцарським» мезоніном, міжвоєнні вілли під № 22, 28, 29, 50, 67, 86.
Після входження селища до меж міста 11 квітня 1930 року, вулиці колишнього села були перейменовані або ж новоутвореним вулицям надавалися певні назви. Так, у 1932 році вулиця отримала назву Поперечна, що ймовірно походить від її географічного розташування у цій місцевості. 1933 року перейменована на Внєбовстомпєня (укр. Вознесіння).  Під час німецької окупації, у 1943—1944 роках, мала назву Знесенер-Кверштрассе (нім. Zniesienier-Querstrasse). У липні 1944 року повернена передвоєнна назва Внебовстомпєня і вже у 1950 році вулиця отримала сучасну назву Ковельська, на згадку про місто Ковель, що у Волинській області.
Тут восени 1935 року освячено наріжний камінь під майбутню церкву. До 1939 року встигли спорудити лише невелику капличку. У часи незалежності у 1990—1995 роках на старих фундаментах споруджено однобанний храм, освячений як церква Преображення Господнього. Нині храм належить до Православної церкви України.
До війни нинішня вулиця Ковельська провадила до фабрики ультрамарину (колись популярної синьки для білизни) за якою, в районі нинішньої вулиці Грядкової починалася північна околиця Знесіння — присілок «На Болотах», північніше протікала річка Полтва.

## Забудова
Забудова вулиці Ковельської — двоповерхова сецесія, одно- та двоповерховий конструктивізм 1930-х років, двоповерхова барачна житлова забудова 1950-х років.
№ 37 — тут ще до осені 1935 року закладено фундамент, а 3 листопада того ж року освячено наріжний камінь для майбутньої церкви Христа Царя (автор проєкту Євген Нагірний). До 1939 року встигли спорудити лише невелику капличку. У часи незалежності у 1990—1995 роках на старих фундаментах православною громадою споруджено новий однобанний храм, освячений як церква Преображення Господнього. До 2018 року належала до Української автокефальної православної церкви. Після об'єднавчого собору українських православних церков Українська автокефальна православна церква стала інтегрованою частиною Православної церкви України і відтоді храм належить до Православної Церкви України.
№ 67 — майданчик для міні-футболу «Знесіння», відкритий 22 листопада 2011 року. 
№ 109 — комплекс будівель ПрАТ «Картонно-паперова компанія» (до 2000 року — ВАТ «Львівкартонопласт»), створене у 1946 році на базі виробничих площ невеликого механічного заводу. В цей час було змонтовано дві картоноробні машини, вивезені з повоєнної Німеччини. Протягом десятиріч підприємство інтенсивно розвивалося, будувалися нові цехи, під'їзні колії. У 1966 році збудовано цех з виготовлення декоративного пластику, єдиного в Україні. В середині 1970-х років введено в експлуатацію будівлю складу макулатури, розметувально-підготовчу дільницю та очисні споруди. Дві картоноробні машини виготовляли разом до 3000 тонн картону за місяць, при цьому перероблялося близько 4000 тонн макулатури. На сьогодні підприємство є успішним виробником картонного упакування (гільза та кутник) та паперової продукції (паперові рушники, серветки, туалетний папір).
№ 111 — гаражний кооператив № 7 «Північний».

## Меморіали, пам'ятники
- 21 листопада 2017 року у Львові перед будинком на вулиці Ковельській, 50 (колишня адреса — вул. Сулимирської, 4) — на місці, де колись стояла стара хата, в якій наприкінці 1940-х років знаходилася криївка головного командира УПА, генерал-хорунжого Романа Шухевича, відкрили пам'ятний знак. Монумент складається з двох блоків: на верхньому розташоване погруддя головнокомандувача УПА з інформацією про нього, а на нижньому — зображена стара хатка, на якій напис: «Підпільно-конспіративна хата Романа Шухевича. Вулиця Милятинська, 4»[21].